# إسير بي تاتش E120
إسير بي تاتش E120 (بالإنجليزية: Acer beTouch E120) هو هاتف ذكي من إيسر يعمل بنظام أندرويد، تم طرحه في الأسواق في 1 يونيو 2010.

## الخصائص
- نظام التشغيل: أندرويد
- الكاميرا الخلفية: 3.2 ميجابكسل
- الشاشة: 240 × 320
- الوزن: 105 غرام